# The Legend of Ochi
The Legend Of Ochi es una película estadounidense de aventuras y fantasía escrita y dirigida por Isaiah Saxon en su debut cinematográfico. La película está protagonizada por Willem Dafoe, Emily Watson, Finn Wolfhard y Helena Zengel. Fue estrenada por A24 el 25 de abril de 2025.
Se estrenó en Estados Unidos por A24 en cines limitados el 18 de abril de 2025, antes de un estreno generalizado el 25 de abril.
Argumento:
Una joven llamada Yuri crece temiendo a las criaturas solitarias del bosque conocidas como los ochi. Sin embargo, cuando descubre a un bebé ochi abandonado por su manada, emprende un peligroso viaje para reunir a la criatura con su familia. A medida que Yuri se adentra más en el bosque, enfrenta desafíos peligrosos y aprende valiosas lecciones sobre el coraje, la amistad y la importancia de proteger la naturaleza.

## Reparto
- Helena Zengel como Yuri
- Willem Dafoe como Maxim
- Finn Wolfhard como Petro
- Emily Watson como Dasha

## Producción

### Desarrollo
El 10 de noviembre de 2021, se informó que Isaiah Saxon escribiría y dirigiría The Legend Of Ochi, una película de aventuras y fantasía protagonizada por Willem Dafoe, Emily Watson, Finn Wolfhard y Helena Zengel.

### Rodaje
Algunas escenas de la película se rodaron en Transilvania, en las montañas Apuseni, en el lago Bâlea y en la carretera Transfăgărășan. El rodaje comenzó en Rumania el 1 de noviembre de 2021 y continúa en Castel Film Studios hasta el 15 de diciembre de 2021.

## Estreno
The Legend of Ochii se estrenó en el Festival de Cine de Sundance el 26 de enero de 2025, antes de estrenarse en cines en Estados Unidos el 25 de abril de 2025. Su estreno estaba previsto para el 28 de febrero de 2025, pero se retrasó hasta enero de 2025 después de que Saxon perdiera su hogar en los Incendios forestales de California de 2025.